# 王玉雯
王 玉雯（ワン・ユーウェン、1997年5月28日 - ）は、中華人民共和国の女優。

## 経歴
湖北省武漢市出身。幼少期からバレエを習い、北京舞踏学院に進学。2015年に短編映画に出演し女優デビュー。
2016年にテレビドラマ『超星星学园』、2017年に『夏至未至』に出演。2018年の映画『象は静かに座っている』では第27回上海映画批評家協会賞新人女優賞にノミネートされた。2020年、ドラマ『鳳星の姫〜天空の女神と宿命の愛〜』『尚芸館の五つ星 プリンスとのナイショの恋』で主演。2021年にはドラマ『ロマンスは結婚のあとで』で、2023年にはドラマ『2回目のロマンスはままならない!』で主演している。

## 出演作品

### 映画
- 象は静かに座っている 大象席地而坐（2018年）
- 遇見你真好（2018年）
- 小小的愿望（2019年）
- 紫禁城里的小食光（2020年）
- 九州天空城之時光回轉（2020年）
- 苍茫的天涯是我的爱（2025年）

### テレビドラマ
- 超星星学園（2016年）
- 夏至未至（2017年）
- 海上牧雲記 〜3つの予言と王朝の謎 九州·海上牧云记（2017年）
- 三国志 Secret of Three Kingdoms 三国機密之潜龍在淵（2018年）
- 少年派（2019年）
- 鳳星の姫〜天空の女神と宿命の愛〜 九州・天空城II（2020年）
- 尚芸館の五つ星 プリンスとのナイショの恋 長安少年行（2020年）
- ロマンスは結婚のあとで 只是结婚的关系（2021年）
- 臆病者 胆小鬼（2022年）
- 纵有疾风起（2023年）
- 2回目のロマンスはままならない! 你给我的喜欢（2023年）
- 双燕秘抄 乱世を舞う二羽の絆 微雨燕双飞（2023年）
- 虎鹤妖师录（2023年）
- 孤舟（2024年）
- 边水往事（2024年）
- 最高のじれ恋 舍不得星星（2024年）
- 好团圆（2024年）
- 值得爱（2025年）